# 南ケ丘 (秋田市)
南ケ丘（みなみがおか）は秋田県秋田市にある町名。現行行政地名は南ケ丘一丁目から南ケ丘三丁目。住居表示実施済み地区。秋田県住宅供給公社が開発を手がけた。

## 概要
JR秋田駅から南東に約5キロ、車で約10分かかる小高い丘（秋田市上北手猿田・上北手百崎地区）に県などが出資する秋田県住宅供給公社（2010年3月解散）が開発・販売にあたったニュータウンである。
当初、同公社は全体で750区画の販売を予定していたが、販売不振のため2004年に計画を309区画に縮小。残りの区画については粗造成の段階で計画を中止し、その活用のあり方について検討に入った。その結果、県は翌年、91区画を県営住宅の建設のため買い取り、その他の敷地を障がい児むけの教育・医療・福祉の総合エリアを整備する方針を示し、その後、各施設の建設工事が着工した。
市は、2018年6月1日に住居表示の実施に伴い、同市上北手猿田・上北手百崎地区の各一部を分離して、南ケ丘一丁目から同三丁目を新たに設置した。

## かがやきの丘
県は1994年以降、特別支援教育と療育でそれぞれ施設の整備を検討してきたが、施設を統合して整備した場合、設備の共用で約8億円の削減になると、2005年当時の寺田典城知事が県議会一般質問で答弁。同年度に秋田県こども総合支援エリア（仮称）基本構想案を策定した。
これを受けて、公募によって「かがやきの丘」と決まった南ヶ丘ニュータウン内の小児療育や特別支援教育の拠点エリアに、総工費約117億円を投じ秋田県立盲学校（現：秋田県立視覚支援学校）、秋田県立聾学校（現：秋田県立聴覚支援学校）、秋田養護学校と勝平養護学校を統合した秋田県立秋田きらり支援学校、秋田県小児療育センターと秋田県太平療育園を統合した秋田県立医療療育センターが整備され、2010年4月にそれぞれが開校・開所した。

## 歴史
- 2018年（平成30年）6月1日 - 住居表示実施に伴い、上北手猿田・上北手百崎の各一部を分離し、南ケ丘一丁目から南ケ丘三丁目を設置。

### 町名の変遷
| 実施後       | 実施年月日               | 実施前（各町名ともその一部）                                                                              |
| ------------ | ------------------------ | --- |
| 南ケ丘一丁目 | 2018年（平成30年）6月1日 | 上北手猿田字苗代沢の一部 上北手猿田字四ツ小屋の一部 上北手百崎字諏訪ノ沢の一部 上北手百崎字二タ子沢の一部 |
| 南ケ丘二丁目 | 2018年（平成30年）6月1日 | 上北手猿田字苗代沢の一部 上北手猿田字四ツ小屋の一部 上北手百崎字諏訪ノ沢の一部 上北手百崎字二タ子沢の一部 |
| 南ケ丘三丁目 | 2018年（平成30年）6月1日 | 上北手猿田字四ツ小屋の一部 上北手百崎字諏訪ノ沢の一部                                                     |

## 小・中学校の学区
市立小・中学校に通う場合、学区は以下の通りとなる。
| 丁目         | 番・番地等 | 小学校               | 中学校             |
| ------------ | ---------- | -------------------- | ------------------ |
| 南ケ丘一丁目 | 全域       | 秋田市立上北手小学校 | 秋田市立城南中学校 |
| 南ケ丘二丁目 | 全域       | 秋田市立上北手小学校 | 秋田市立城南中学校 |
| 南ケ丘三丁目 | 全域       | 秋田市立上北手小学校 | 秋田市立城南中学校 |

## その他

### 日本郵便
- 郵便番号 : 010-1409[2]（集配局：仁井田郵便局[10]）。